# Szaid Belkalem
Szaid Belkalem (arabul: إسعد بلكالام,) (Mekla, 1989. január 1. –) algériai labdarúgó, aki védőként játszik. Jelenleg a Trabzonspor játékosa a Watford FC csapatától kölcsönben és az algériai labdarúgó-válogatott játékosa.

## Statisztika

### Góljai a válogatottban
|   | Időpont         | Helyszín                        | Ellenfél     | Gólok | Eredmény | Kiírás              |
| - | --------------- | ------------------------------- | ------------ | ----- | -------- | ------------------- |
| 1 | 2014. május 31. | Stade de Tourbillon, Sion Svájc | Örményország | 1 - 0 | 3 - 1    | Barátságos mérkőzés |

### Válogatott
(2014. július 10. szerint)
| Válogatott | Szezon   | Mérkőzés | Gól |
| ---------- | -------- | -------- | --- |
| Algéria    | 2011–12  | 6        | 0   |
| Algéria    | 2012–13  | 6        | 0   |
| Algéria    | 2013–14  | 4        | 1   |
| Összesen   | Összesen | 16       | 1   |

## Sikerei, díjai
- JS Kabylie 
  - Algériai első osztály bajnok: 2007–08
  - Algériai kupa győztes: 2010–11